# Саут Картриџ (Тенеси)
Саут Картриџ (енгл. South Carthage) град је у америчкој савезној држави Тенеси.

## Демографија
По попису из 2010. године број становника је 1.322, што је 20 (1,5%) становника више него 2000. године.
| Група             | 2000.         | 2010.         |
| Белци             | 1.230 (94,5%) | 1.247 (94,3%) |
| Афроамериканци    | 32 (2,5%)     | 33 (2,5%)     |
| Азијати           | 3 (0,2%)      | 2 (0,2%)      |
| Хиспаноамериканци | 18 (1,4%)     | 23 (1,7%)     |
| Укупно            | 1.302         | 1.322         |